# Municipio de Marion (condado de Decatur)
El municipio de Marion (en inglés: Marion Township) es un municipio ubicado en el condado de Decatur en el estado estadounidense de Indiana. En el año 2010 tenía una población de 1638 habitantes y una densidad poblacional de 11,39 personas por km².

## Geografía
El municipio de Marion se encuentra ubicado en las coordenadas 39°14′6″N 85°27′30″O / 39.23500, -85.45833. Según la Oficina del Censo de los Estados Unidos, el municipio tiene una superficie total de 143.86 km², de la cual 143,7 km² corresponden a tierra firme y (0,11 %) 0,16 km² es agua.

## Demografía
Según el censo de 2010, había 1638 personas residiendo en el municipio de Marion. La densidad de población era de 11,39 hab./km². De los 1638 habitantes, el municipio de Marion estaba compuesto por el 98,11 % blancos, el 0,12 % eran afroamericanos, el 0,18 % eran amerindios, el 0,18 % eran asiáticos, el 0,06 % eran de otras razas y el 1,34 % eran de una mezcla de razas. Del total de la población el 0,31 % eran hispanos o latinos de cualquier raza.